# Verbascum barnadesii
Verbascum barnadesii là một loài thực vật có hoa trong họ Huyền sâm. Loài này được Vahl miêu tả khoa học đầu tiên năm 1791.